# 퀸 오브 뱀파이어
《퀸 오브 뱀파이어》(영어: Queen of the Damned)는 오스트레일리아와 미국에서 제작된 마이클 라이머 감독의 2002년 공포 영화이다. 스튜어트 타운젠드, 알리야 등이 출연하였고, 호르헤 사랄레기 등이 제작에 참여하였다.
이 영화는 2001년 8월 25일 사망한 알리야의 마지막 영화 출연작이다. 미국에서는 2002년 2월 22일에, 오스트레일리아에서는 2002년 4월 4일에 개봉되었다. 비평가들로부터 대체로 부정 평가를 받았으며, 박스 오피스에서 흥행에 실패하였다.

## 출연진
- 스튜어트 타운젠드 - 레스타트 역
- 알리야 - 아카샤 역
- 마거리트 모로 - 제시 역
- 폴 맥갠 - 데이비드 탤벗 역
- 레나 올린 - 마하레트 역
- 크리스티앙 마농 - 마엘 역
- 클로디아 블랙 - 판도라 역
- 뱅상 페레즈 - 마리우스 역
- 브루스 스펜스 - 카이만 역
- 매슈 뉴턴 - 아르만드 역
- 피아 미란다 - 제시의 룸메이트 역
- 티리얼 모라 - 로저 역
- 조너선 데이비스 - 암표상 역

## 기타 제작진
- 공동 제작: 채닝 던지
- 배역: 크리스티 세이거, 그레그 앱스
- 미술: 그레이엄 “그레이스” 워커
- 의상: 앵거스 스트라시
- 특수 효과: 그레고리 L. 맥머리

## 우리말 녹음
SBS 성우진 (2007년 7월 1일)
- 김승준 - 레스타트(스튜어트 타운젠드)
- 정남 - 아카샤(알리야)
- 소연 - 제시(마거리트 모로)
- 고재균 - 데이비드(폴 맥갠)
- 김준 - 마리우스(뱅상 페레즈)
- 김정희 - 마하레트(레나 올린)
- 오주연
- 임주현
- 정재헌